# Nordjyllands Idrætsefterskole Stidsholt
Nordjyllands Idrætsefterskole Stidsholt er en efterskole, beliggende cirka 8 km sydvest for byen Sæby. Den blev grundlagt i 1931 som Stidsholt Ungdomsskole.
Som navnet antyder, er skolen en idrætsefterskole, med 5 linjefag, hvor hver elev skal vælge et. Som linjefag tilbydes badminton, fitness, fodbold, håndbold og svømning. Man kan tage 9. og 10. klasse på skolen.